# جامع رشيد
مسجد الرشيد ((الأردية: مسجد رشید)) (بالهندية: मस्जिद-ए-रशीद)، المعروف أيضًا باسم جامع رشيد، مسجد رشيدية، وتاج مسجد، هو مسجد يقع في حرم دار العلوم ديوبند في مقاطعة سهارنفور بولاية أتر برديش الهندية. سمي المسجد على اسم رشيد أحمد الكنكوهي، الداعم الثاني لدار العلوم ديوبند. يُعتبر هذا المسجد من أجمل المساجد في شبه القارة الهندية.

## التاريخ
يُعتبر مسجد "جامع رشيد" من أبرز المعالم وأكثرها لفتًا للأنظار في الحرم. يتميز المسجد بجماله المعماري اللافت مع قبة جذابة ومآذن شاهقة تضيف له هيبة خاصة. يجذب المسجد الزوار بتصميمه الفريد، ويعطي انطباعًا بأنه بني خلال العصور الإسلامية الأولى. يمتد المسجد على مساحة واسعة تشمل أراضٍ شاسعة، وجاليريات طويلة على جانبي البوابة المركزية، ومساحات كبيرة في الخارج تزيد من جاذبيته.
في الليالي القمرية، تبدو الأحجار البيضاء المستخدمة في بناء المسجد وكأنها مشهد مصغر لـ تاج محل، مما يغري الزوار بالبقاء والاستمتاع بالمكان. يضفي البركة الصغيرة المرتبة بعناية وحديقة الزهور المنسقة بالخارج مزيدًا من الجمال على المسجد. لا يقتصر الأمر على طلاب دار العلوم فقط، بل يأتي العديد من الناس من مختلف المناطق لزيارة المسجد.

عندما قررت إدارة دار العلوم بناء المسجد، لم يتوقعوا أن يكون بهذا الجمال، ولكن مع بدء البناء، بدأ المجتمع بتقديم تبرعات غير متوقعة، مما دفعهم إلى تغيير الخطة الأصلية. استغرق بناء المسجد 20 عام وكلف أموالًا طائلة للوصول إلى هيكله الحالي. يتميز المسجد بقبة يبلغ ارتفاعها 120 قدمًا، ومآذن بارتفاع 180 قدمًا، وخمسة أبواب. يمكن أن يتسع المسجد لـ 20 ألف مصلي في وقت واحد.

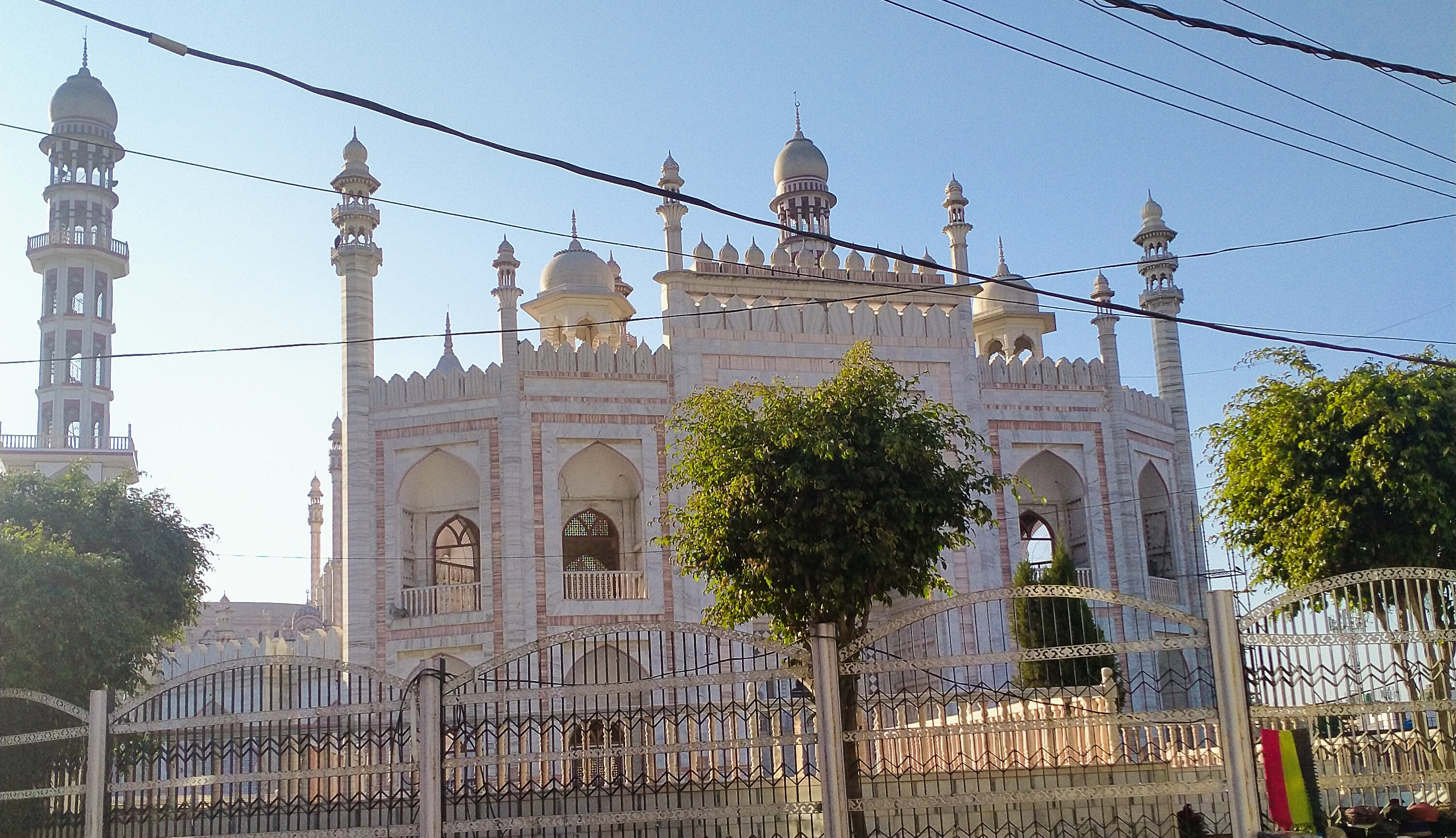
مسجد رشيدية

كان أسعد مدني، الرئيس الراحل لجمعية علماء الهند، يؤدي الاعتكاف مع مئات من تلاميذه خلال شهر رمضان حتى وفاته. واستمر ابنه محمود مدني في هذا التقليد.